# Julidini

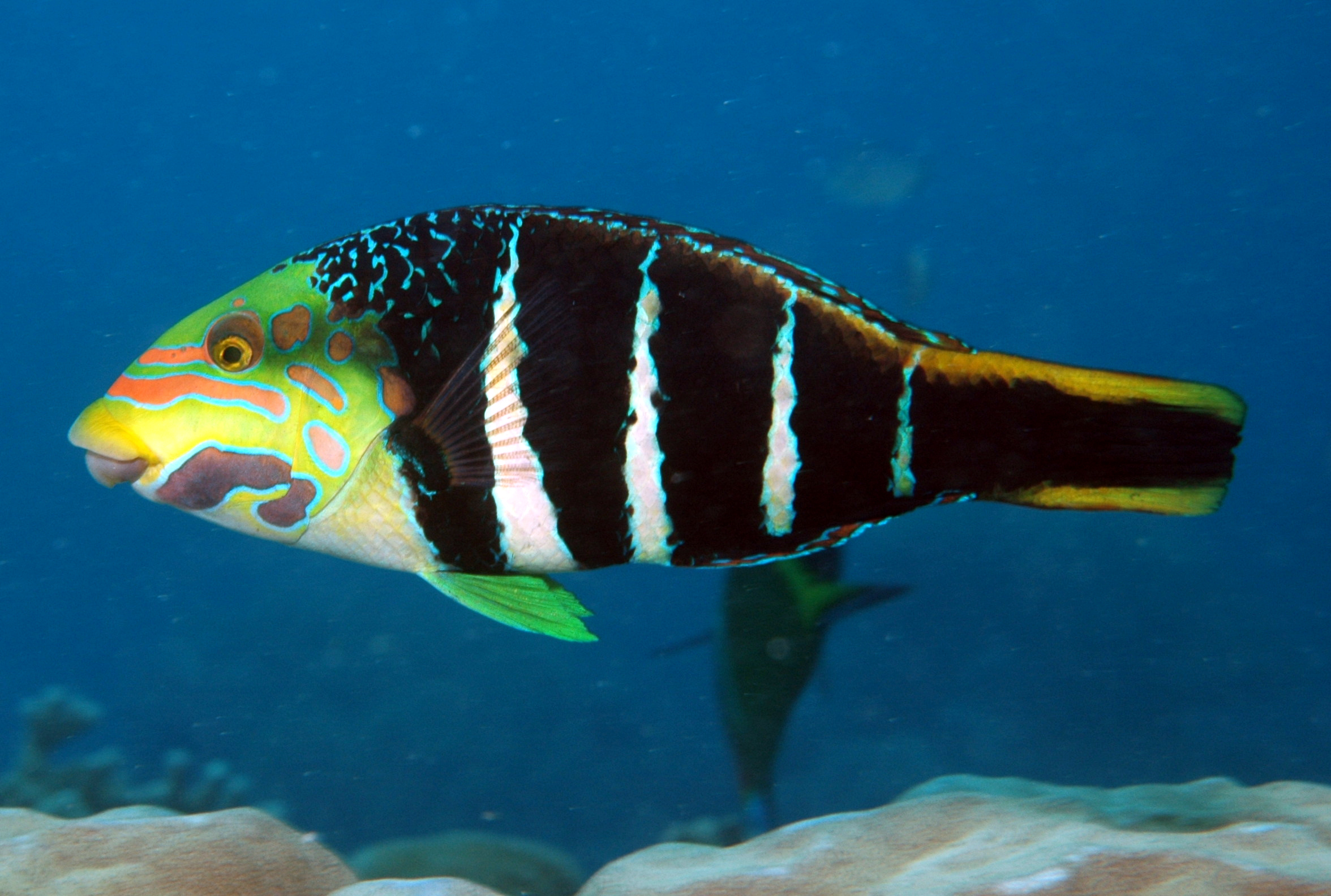
Hemigymnus fasciatus

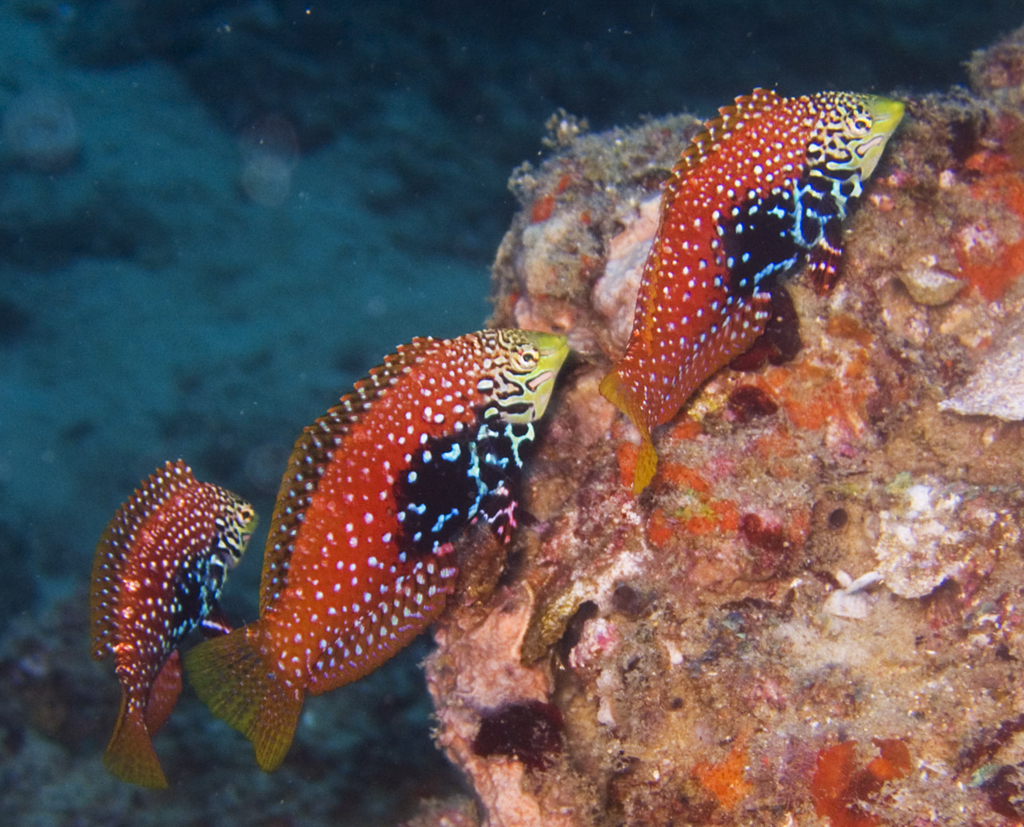
Macropharyngodon bipartitus

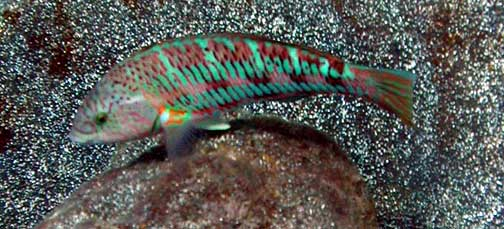
Thalassoma trilobatum

Julidini, sinónimo taxonómico de Corinae, é subfamília de peixes dos recifes de coral da família Labridae. Apesar de incluir uma grande diversidade de espécies, é por vezes considerada apenas uma tribo (sendo então denominada Julidini), naturalmente parafilética por incluir os Labrichthyini.

## Descrição
As espécies pertencentes ao grupo Julidini caracterizam-se por ter um corpo cilíndrico ou comprimido lateralmente e um linha lateral contínua. Entre elas há espécies pequenas, com apenas 9 cm de comprimento, mas também espécies corpulentas, com comprimentos de até 1,2 m. Na porção frontal da mandíbula apresentam um ou mais pares de dentes alargados.
Os membros do grupo Julidini alimentam-se de organismos bentónicos, maioritariamente invertebrados de carapaça dura e pequenos peixes. A maioria das espécies enterra-se na vasa ou na areia para dormir ou quando confrontada com situações perigosas. Todos os membros do grupo são reprodutores livres.

## Sistemática
O grupo Julidini é um grupo coroa da família Labridae e o grupo irmão de um táxon sem nome do grupo Novaculini e da espécie Cheilio inermis. A subfamília inclui as seguintes tribos e géneros:
- Tribo Pseudolabrini
  - Austrolabrus Steindachner, 1884.
  - Dotalabrus Whitley, 1930.
  - Eupetrichthys Ramsay & Ogilby, 1888.
  - Notolabrus Russell, 1988. 
  - Pictilabrus Gill, 1891.
  - Pseudolabrus Bleeker, 1862.
- Tribo Labrichthyini
  - Diproctacanthus Bleeker, 1862
  - Labrichthys Bleeker 1854
  - Labroides Bleeker 1851
  - Labropsis Schmidt 1931
  - Larabicus Randall & Springer 1973
- Incertae sedis
  - Anampses Quoy & Gaimard, 1824.
  - Coris Lacépède, 1801. 
  - Gomphosus Lacépède, 1801. 
  - Halichoeres Rüppell, 1835.
  - Hemigymnus Günther, 1861.
  - Hologymnosus Lacépède, 1801. 
  - Leptojulis Bleeker, 1862.
  - Macropharyngodon Bleeker, 1862. 
  - Ophthalmolepis Bleeker, 1862.
  - Oxyjulis Gill, 1863.
  - Parajulis Bleeker, 1865.
  - Pseudocoris Bleeker, 1862.
  - Pseudojuloides Fowler, 1949.
  - Sagittalarva Victor et al., 2013
  - Stethojulis Günther, 1861.
  - Suezichthys Smith, 1958. - sp. Suezichthys arquatus
  - Thalassoma Swainson, 1839.
  - Xenojulis de Beaufort, 1939.

Os géneros Coris e Halichoeres são provavelmente polifiléticos.